# استان سانتیاگو د کوبا
استان سانتیاگو د کوبا (به اسپانیایی: Provincia de Santiago de Cuba) استانی در منتهی‌الیه جنوب شرقی کشور کوبا واقع شده‌است.

## خصوصیات
این استان ۶٬۲۳۴٫۱۶ کیلومترمربع مساحت و ۱٬۰۴۷٬۰۱۵ نفر جمعیت دارد.

## خواهرخوانده
استان سالرنو در ایتالیا، خواهرخواندهٔ استان سانتیاگو د کوبا است.